# Osteocephalus yasuni
Osteocephalus yasuni es una especie de anfibios de la familia Hylidae.
Habita en Colombia, Ecuador, Perú y posiblemente en Brasil.
Sus hábitats naturales incluyen bosques tropicales o subtropicales secos y a baja altitud, pantanos tropicales o subtropicales y marismas intermitentes de agua dulce. Está amenazada de extinción por la destrucción de su hábitat natural.